# José Antonio Roca
José Antonio Roca (ur. 26 maja 1928 w Meksyku – zm. 4 maja 2007 tamże) – meksykański piłkarz i trener.
Jako piłkarz Roca grał w reprezentacji narodowej Meksyku podczas mistrzostw świata w piłce nożnej z 1950 w Brazylii, 1954 r., w Szwajcarii i 1958 r., w Szwecji. Po zakończeniu kariery piłkarskiej, Roca objął jako trener, kadrę narodową Meksyku, którą poprowadził na mundialu z 1978 r., w Argentynie, gdzie jego drużyna przegrała z reprezentacją Polski 1:3.